# Я умею прыгать через лужи
«Я умею прыгать через лужи» (англ. I Can Jump Puddles) — повесть австралийского писателя Алана Маршалла, впервые опубликованная в 1955 году; первая часть его автобиографической трилогии, включающей также книги «Это трава, что повсюду растет» (1962) и «В сердце моём» (1963). На написание этой книги его натолкнул перенесённый в детстве полиомиелит.

## Сюжет
Главным героем автобиографической повести является ребёнок, родившийся в семье австралийского объездчика лошадей. В детстве он перенёс полиомиелит, в результате которого потерял возможность ходить. В основу сюжета повести легла тема стремления преодоления последствий болезни, переживаемых страданий, обретения возможности вновь ходить с помощью костылей.

## Переводы
Оригинал повести опубликован на английском языке в 1955 году. Позже книга переведена на другие языки, в частности:
- Русский: ряд изданий, в том числе:
  - первое в мире издание в 1969 году всей трилогии одной книгой издательством «Художественная литература»: Маршалл А. Я умею прыгать через лужи / Перевод О. Кругерской и В. Рубина − М.: Художественная литература, 1969.;
  - впоследствии — массовое издание: «Я умею прыгать через лужи»; составление, предисловие и перевод на русский язык издательство «Прогресс». — М.: «Прогресс», 1977. — 368 с. тираж — 150 000 экз.
- Украинский: «Я вмію стрибати через калюжі»; перекл. з англ. Мар Пінчевський. — Киев: Веселка, 1979. — 166 с.

## Экранизации
В 1971 году чешским режиссёром Карелом Кахиней по повести был поставлен фильм «Uz zase skácu pres kaluze», отмеченный «Серебряной раковиной» Международного кинофестиваля в Сан-Себастьяне за лучшую режиссёрскую работу и положительно отмеченный критикой.
В 1981 году Australian Broadcasting Corporation выпустила 9-серийный мини-сериал по мотивам трилогии.

## Применение в психологии
Повесть «Я умею прыгать через лужи» используется в работе психологов с целью диагностики сложившейся в семье практики и условий воспитания ребёнка.